# لويس أورتيز غونزاليس
لويس أورتيز غونزاليس (بالإسبانية: Luis Ortiz González)‏ هو محامي وسياسي إسباني، ولد في 1932 في مدريد في إسبانيا، وتوفي بنفس المكان في 2006. حزبياً، نشط في حزب الشعب.

## مناصب
- في الانتخابات العمومية الإسبانية 2000 [الإنجليزية]‏، انتخب عضو مجلس النواب الإسباني  [لغات أخرى]‏ عن دائرة Zamora (Congress of Deputies constituency) [الإنجليزية]‏ خلال فترته النيابية  [لغات أخرى]‏ ( – 2 أبريل 2004).
- في الانتخابات العمومية الإسبانية 1996 [الإنجليزية]‏، انتخب عضو مجلس النواب الإسباني  [لغات أخرى]‏ عن دائرة Zamora (Congress of Deputies constituency) [الإنجليزية]‏ خلال فترته النيابية  [لغات أخرى]‏ (13 مارس 1996 – ).
- في الانتخابات العمومية الإسبانية 1993 [الإنجليزية]‏، انتخب عضو مجلس النواب الإسباني  [لغات أخرى]‏ عن دائرة Zamora (Congress of Deputies constituency) [الإنجليزية]‏ خلال فترته النيابية  [لغات أخرى]‏ (21 يونيو 1993 – 9 يناير 1996).
- في الانتخابات العمومية الإسبانية 1986 [الإنجليزية]‏، انتخب عضو مجلس النواب الإسباني  [لغات أخرى]‏ عن دائرة Zamora (Congress of Deputies constituency) [الإنجليزية]‏ خلال فترته النيابية  [لغات أخرى]‏ (10 يوليو 1986 – 2 سبتمبر 1989).
- في الانتخابات العمومية الإسبانية 1982 [الإنجليزية]‏، انتخب عضو مجلس النواب الإسباني  [لغات أخرى]‏ عن دائرة Zamora (Congress of Deputies constituency) [الإنجليزية]‏ خلال فترته النيابية  [لغات أخرى]‏ (10 نوفمبر 1982 – 15 يوليو 1986).
- انتخب عضو مجلس الشيوخ الإسباني  [لغات أخرى]‏.